# Герасимова, Мария Иннокентиевна
Мари́я Инноке́нтиевна Гера́симова (род. 10 октября 1940, Москва) — советский и российский географ-почвовед, заслуженный профессор Московского государственного университета имени М. В. Ломоносова, почетный член Международного союза почвоведов (2016) и Докучаевского общества почвоведов (2022). Один из разработчиков новой классификации почв России. Доктор биологических наук, профессор. 

## Биография
Родилась в Москве 10 октября 1940 года. Оба её родители были почвоведами: отец, Иннокентий Петрович Герасимов (1905—1985), академик АН СССР, мать, Елена Всеволодовна Лобова (1902—2000), доктор сельскохозяйственный наук. В 1963 году окончила Географический факультет МГУ. После защиты в 1967 году кандидатской диссертации по почвам Предкарпатья стала работать на кафедре географии почв и геохимии ландшафтов МГУ. В 1993 году защитила диссертацию на соискание степени доктора биологических наук по теме «Интегральная микроморфологическая диагностика почв». В 1994 году присвоено учёное звание профессора.

## Научная деятельность
Научная деятельность Герасимовой связана с географией, картографией и генезисом почв. Она проводила исследования во многих регионах и природных зонах России и зарубежных стран почти на всех материках. Является одним из крупнейших специалистов по микроморфологии почв. При её участии разрабатывается современная классификация почв России, и были составлены почвенные карты СССР и России, а также множество почвенно-геохимических и ландшафтно-геохимических карт. Занимается также решением вопросов связанных с антропогенной трансформацией почв и техногенным почвообразованием. Участвовала в пяти международных рабочих совещаниях по микроморфологии почв и несколько раз была членом научного комитета этих совещаний. Является секретарём редколлегии журнала «Почвоведение» Входит в состав диссоветов в МГУ и Почвенном институте.

## Награды
В 1996 году, совместно с И. П. Гавриловой и М. Д. Богдановой, получила премию им. Д. Н. Анучина за создание почвенной карты России и сопредельных стран. С 2016 года является почётным членом Международного союза почвоведов, в 2018 году удостоена медали им. Вальтера Кубиены, присуждаемой этим научным обществом.

## Публикации
Опубликовала более 200 научных работ, в том числе.
- Ромашкевич А. И., Герасимова М. И. Микроморфология и диагностика почвообразования. — М.: Наука, 1982. — 125 с.
- Герасимова М. И. География почв СССР : Учеб. пособие для вузов по спец. "География" и "Почвоведение". — М.: Высшая школа, 1987. — 223 с.
- Герасимова М. И. География почв России : учебник для студентов высших учебных заведений, обучающихся по географическим специальностям. — 2-е изд., перераб. и доп. — М.: Изд-во Московского ун-та, 2007. — 313 с. — ISBN 978-5-211-05401-1.
- Герасимова М. И., Губин С. В., Шоба С. А. Микроморфология почв природных зон СССР : Информ.-справ. материалы. — Пущино: ПНЦ РАН, 1992. — 214 с.
- Тонконогов В. Д., Лебедева И. И., Герасимова М. И., Красильников П. В., Дубровина И. А. Корреляция почвенных классификаций. — Петрозаводск: Карельский научный центр РАН, 2005. — 52 с. — ISBN 5-9274-0181-3.
- Pankova Ye. I., Gerasimova M. I. Properties, Soil-Formation Processes, and Classification of Desert Soils (англ.) // Arid Ecosystems. — 2012. — Vol. 2, no. 2. — P. 69—77. — ISSN 2079-0961. — doi:10.1134/S2079096112020084.
- Тонконогов В. Д., Лебедева И. И., Герасимова М. И., Хохлов С. Ф. Экологические ниши основных типов почв России: географический аспект новой классификации // Почвоведение. — 2009. — № 9. — С. 1043—1051. — ISSN 0032-180X. — doi:10.1016/j.gexplo.2014.01.026.